# Arizona Bowl
L'Arizona Bowl est un match de football américain de niveau universitaire certifié par la NCAA et dont la première édition a lieu après la saison régulière de 2015.
Soutenu par la Commission des Sports et des Loisirs de l'Arizona (Sports and Entertainment Commission Arizona), il met en présence des équipes éligibles issues de la Conference USA et de la Mountain West Conference ou alternativement de la Sun Belt Conference si les deux premières conférences n'ont pas assez d'équipes éligibles disponibles pour les bowls.

## Histoire

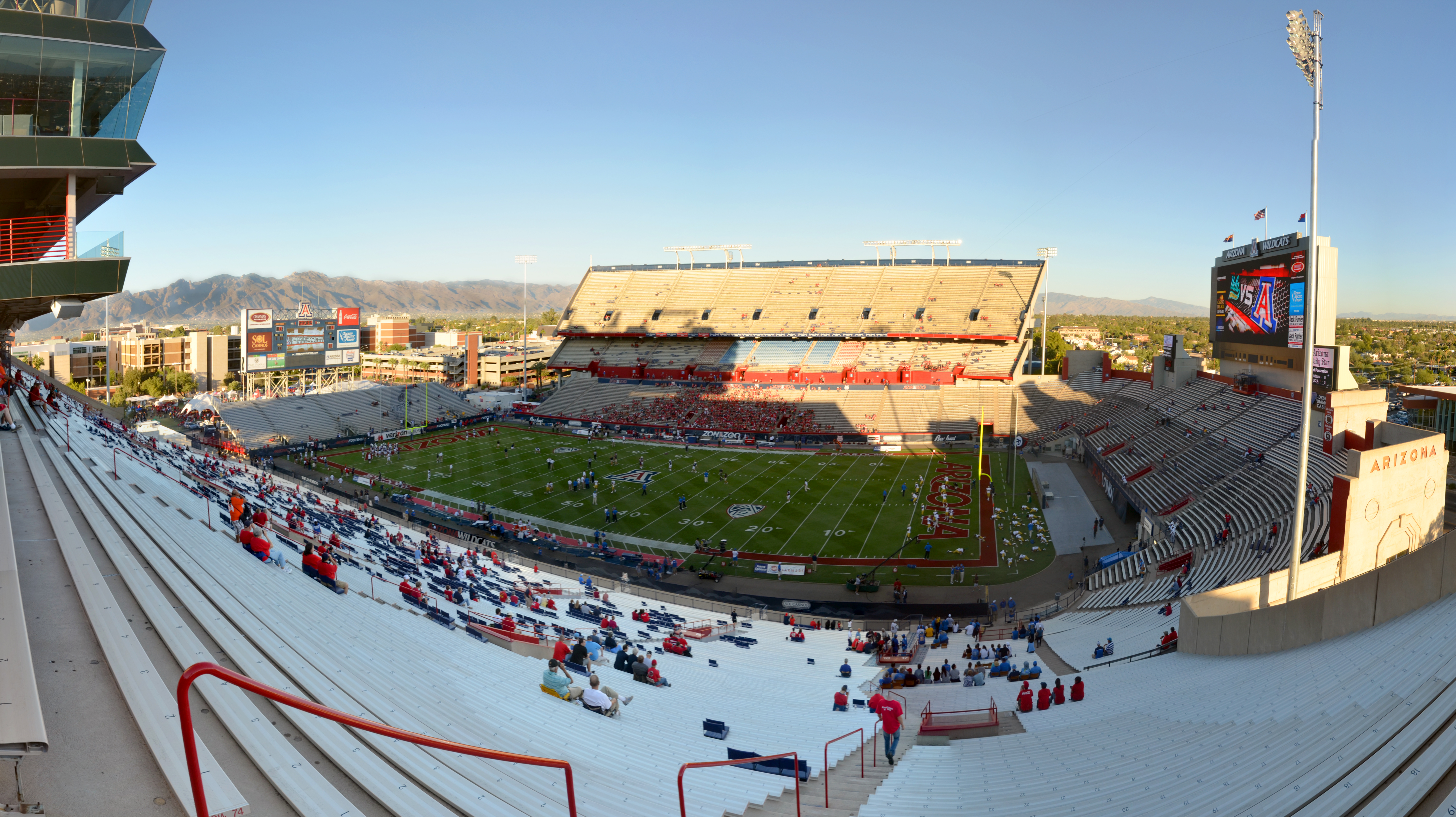
L'Arizona Stadium

L'Arizona Bowl est un des deux nouveaux bowls acceptés par la NCAA qui débutent à l'issue de la saison 2015.
En mai 2015, il est annoncé que l’événement se déroulera à l'Arizona Stadium et que le match opposera des représentants de la Conférence USA et de la Mountain West Conference.
Il marque le retour du football universitaire d'après saison régulière à Tucson dans l'état de l'Arizona où s'était déjà déroulé, de 1989 à 1999, le Cactus Bowl.
L'Arizona Bowl est officiellement présenté le 1er octobre 2015.
La société Nova Home Loans devient le sponsor du nom de l'événement. Celui-ci est dès lors rebaptisé le Nova Home Loans Arizona Bowl. Le match inaugural a lieu le 29 décembre 2015. Il est également annoncé que si les deux conférences ne savent fournir de représentant éligible pour le match, c'est une équipe de la Sun Belt Conference qui sera appelée en remplacement,.
Après cinq saisons, la société Nova Home Leans ne renouvelle pas son sponsoring et le 23 décembre 2020, la société immobilière Offerpad devient le nouveau sponsor (Offerpad Arizona Bowl). Le 27 juillet 2021, David Portnoy (en), fondateur de la société Barstool Sports (en) déclare reprendre le sponsoring des droits du nom du bowl (Barstool Sports Arizona Bowl).
L'édition 2021 est annulée à la suite du forfait de l'équipe des Broncos de Boise State, un trop grand nombre de ses joueurs ayant été testés positif au Covid-19,. L'autre équipe, les Chippewas de Central Michigan a été redirigée vers le Sun Bowl à la suite du forfait des Hurricanes de Miami.

### Historique des sponsors et des logos
- Nova Home Loans : 2015 à 2019 ;
- Offerpad : 2020 ;
- Barstool Sports : depuis 2021

Éditions 2015 à 2019./
Édition 2020.

## Palmarès
| Édition | Date             | Vainqueurs                                     | Score                                          | Perdants                                       | Affluence                                      | Conférences                                    |
| ------- | ---------------- | ---------------------------------------------- | ---------------------------------------------- | ---------------------------------------------- | ---------------------------------------------- | ---------------------------------------------- |
| 2015    | 29 décembre 2015 | Nevada                                         | 28 - 23                                        | Colorado State                                 | 20 425                                         | MWC - MWC                                      |
| 2016    | 30 décembre 2016 | Falcons de l'Air Force (9–3)                   | 45 - 21                                        | Jaguars de South Alabama (6–6)                 | 33 868                                         | MWC - Sun Belt                                 |
| 2017    | 29 décembre 2017 | Aggies de New Mexico State (6–6)               | 26 - 20                                        | Aggies d'Utah State (6–6)                      | 39 132                                         | Sun Belt - MWC                                 |
| 2018    | 29 décembre 2018 | Nevada                                         | 16 - 13                                        | Red Wolves d'Arkansas State                    | 32 368                                         | MWC - Sun Belt                                 |
| 2019    | 31 décembre 2019 | Cowboys du Wyoming                             | 38 - 17                                        | Panthers de Georgia State                      | 36 892                                         | MWC - Sun Belt                                 |
| 2020    | 31 décembre 2020 | Cardinals de Ball State                        | 34 - 13                                        | Spartans de San Jose State                     | 0 (Covid-19)                                   | MWC - MAC                                      |
| 2021    | 28 décembre 2021 | Annulé à la suite de la pandémie de Covid-19., | Annulé à la suite de la pandémie de Covid-19., | Annulé à la suite de la pandémie de Covid-19., | Annulé à la suite de la pandémie de Covid-19., | Annulé à la suite de la pandémie de Covid-19., |
| 2022    | 30 décembre 2022 | Bobcats de l'Ohio                              | 30 - 27                                        | Cowboys du Wyoming                             | 27 691                                         | MAC - MWC                                      |

## Meilleurs joueurs du Bowl (MVPs)
| Saisons | Systèmes | Joueurs            | Postes | Équipes          |
| ------- | -------- | ------------------ | ------ | ---------------- |
| 2015    | Attaque  | James Butler       | RB     | Nevada           |
| 2015    | Défense  | Ian Seau           | DE     | Nevada           |
| 2016    | Attaque  | Arion Worthman     | RB     | Air Force        |
| 2016    | Défense  | Weston Steelhammer | S      | Air Force        |
| 2017    | Attaque  | Larry Rose III     | RB     | New Mexico State |
| 2017    | Défense  | Leon McQuaker      | LB     | New Mexico State |
| 2018    | Attaque  | Ty Gangi           | QB     | Nevada           |
| 2018    | Défense  | B. J. Edmonds      | S      | Arkansas State   |
| 2019    | Attaque  | Xazavian Valladay  | QB     | Wyoming          |
| 2019    | Défense  | Alijah Halliburton | S      | Wyoming          |
| 2020    | Attaque  | Drew Plitt         | QB     | Ball Statae      |
| 2020    | Défense  | Bryce Cosby        | S      | Ball State       |
| 2022    | -        | CJ Harris          | QB     | Ohio             |

## Statistiques par équipes
| Rang | Équipes          | Apparitions | G-P | %   |
| ---- | ---------------- | ----------- | --- | --- |
| 1    | Nevada           | 1           | 2-0 | 100 |
| 2    | Wyoming          | 1           | 1-0 | 100 |
| 2    | Air Force        | 1           | 1-0 | 100 |
| 2    | Ball State       | 1           | 1-0 | 100 |
| 2    | New Mexico State | 1           | 1-0 | 100 |
| 2    | Ohio             | 1           | 1-0 | 100 |
| 3    | Colorado State   | 1           | 0-1 | 0   |
| 3    | Georgia State    | 1           | 0-1 | 0   |
| 3    | San Jose State   | 1           | 0-1 | 0   |
| 3    | South Alabama    | 1           | 0-1 | 0   |
| 3    | Utah State       | 1           | 0-1 | 0   |
| 3    | Wyoming          | 1           | 0-1 | 0   |
| 3    | Arkansas State   | 1           | 0-1 | 0   |

## Statistiques par conférences
| Conférences   | Nbr. Éq. | Matchs | G | P | %    |
| ------------- | -------- | ------ | - | - | ---- |
| Mountain West | 7        | 8      | 4 | 4 | 50,0 |
| Sun Belt      | 4        | 4      | 1 | 3 | 25,0 |
| Mid-American  | 2        | 2      | 1 | 1 | 50,0 |

1. ↑  Le match de 2015 a opposé deux équipes de la Mountain West Conference.

## Liens Externes
Site Officiel